# Toxocara mystax
Toxocara mystax (Syn.: Toxocara cati (Schrank, 1788)) ist ein bei Katzen häufig vorkommender Spulwurm. Er besiedelt den Dünndarm von Katzen und kann bei Jungtieren starke Krankheitserscheinungen auslösen. Auch der Mensch kann durch diesen Wurm infiziert werden; hier ruft er das Krankheitsbild der wandernden Eingeweidelarve (Larva migrans visceralis) hervor. Die Bekämpfung erfolgt durch gegen Fadenwürmer wirksame Wirkstoffe (Anthelminthika).

## Morphologie und Entwicklung
Weibliche adulte Vertreter von T. mystax sind 9 bis 18, männliche 5 bis 10 cm lang. Das Vorderende zeigt deutliche Zervikalflügel. Die Eier sind mit etwa 85 µm mittelgroß und rundlich. Sie sind dickschalig und ihre Oberfläche ist – einem Golfball ähnlich – aufgeraut. Bei der Ablage sind sie ungefurcht. Die Embryonierungsphase dauert etwa 10 bis 15 Tage. Die infektiöse Larve kann innerhalb der Eihülle angetroffen werden. Die Präpatenz beträgt 28 bis 38 Tage.

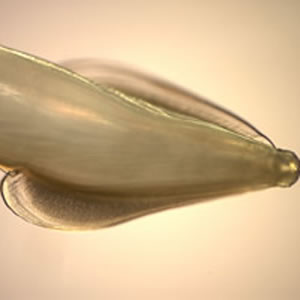
Vorderende mit Zervikalflügeln
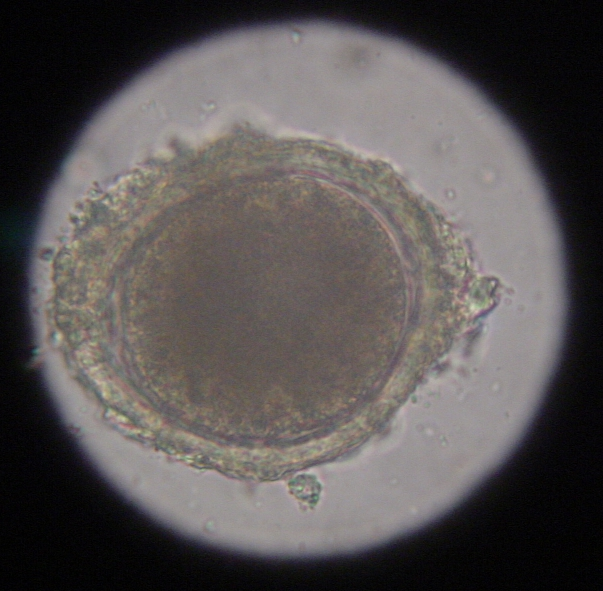
Spulwurmei

Die Infektion erfolgt bei Saugwelpen zumeist über die Muttermilch (laktogen). Erwachsene Katzen infizieren sich durch perorale Aufnahme der Larven, entweder direkt oder über paratenische Wirte wie Nagetiere oder Vögel. Menschen infizieren sich häufig über Kontakt mit kontaminierten Erdreich, vor allem Kinder in Sandkästen sind hier gefährdet. Darüber hinaus können Hunde an den Pfoten und Hundehalter, die abseits von Fußwegen unterwegs sind, mit ihrem Schuhwerk Spulwurmeier auch in Wohnbereiche eintragen.

## Vorkommen
Die Art tritt bei verschiedenen Arten der Katzen auf, darunter der Hauskatze, der Wildkatze (Felis silvestris), des Serval (F. serwal), dem Luchs (Lynx lynx), dem Geparden (Actinomyx jubatus), dem Puma (Puma  concolor), dem Löwen (Panthera  leo), dem Jaguar (P. onca), dem Tiger (P. tigris) und Ozelot (Leopardus pardalis). Sie kann gemeinsam mit Toxascaris leonina als Doppelinfektion vorkommen.

## Klinik

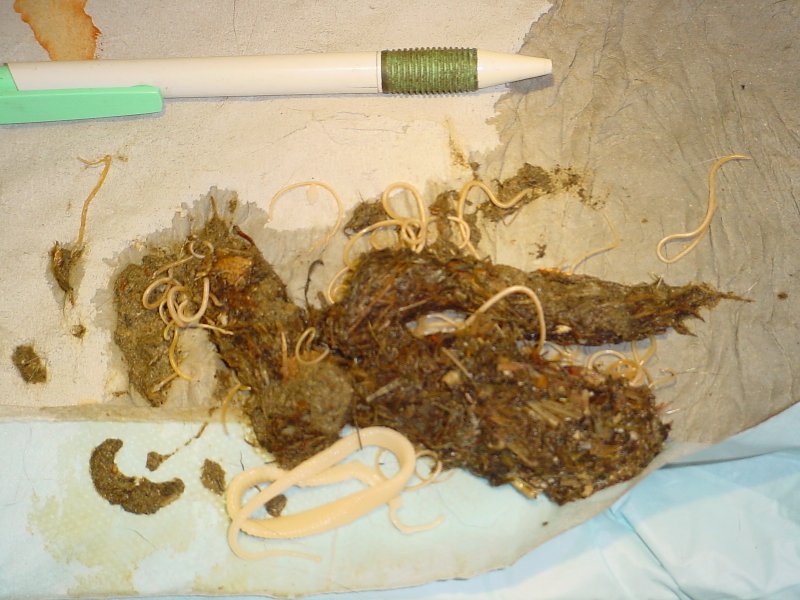
Spulwürmer und ein Gurkenkernbandwurm im Erbrochenen einer Katze

Deutliche klinische Erscheinungen ruft T. mystax vor allem bei Jungtieren aus, bei älteren Tieren ist die krankheitsauslösende Wirkung gering bis mittelgradig. Befallene Tiere zeigen einen breiigen Kot, Erbrechen, struppiges Fell und ein gestörtes Allgemeinbefinden.
Die Bekämpfung adulter Würmer erfolgt mit gegen Fadenwürmer wirksamen Wirkstoffen (Wurmkur) wie Milbemycinoxim, Emodepsid, Febantel, Fenbendazol oder Flubendazol.
Zur antiparasitären Therapie bei Menschen eignen sich Albendazol und Mebendazol.

## Belege
1. ↑  O.A. Panova und A.V. Khrustalev: Dog walking brings Toxocara eggs to people’s homes. In: Vet. Parasitol. Band 262, 2018, S. 16–19.
2. 1 2  A. Okulewicz, A. Perec-Matysiak, K. Buńkowska, J. Hildebrand: Toxocara canis, Toxocara cati and Toxascaris leonina in wild and domestic carnivores. Helminthica 49 (1), März 2012. doi:10.2478/s11687-012-0001-6, Volltext
3. ↑  Marianne Abele-Horn: Antimikrobielle Therapie. Entscheidungshilfen zur Behandlung und Prophylaxe von Infektionskrankheiten. Unter Mitarbeit von Werner Heinz, Hartwig Klinker, Johann Schurz und August Stich, 2., überarbeitete und erweiterte Auflage. Peter Wiehl, Marburg 2009, ISBN 978-3-927219-14-4, S. 294.